# Saint-Haon-le-Châtel
Saint-Haon-le-Châtel és un municipi francès situat al departament del Loira i a la regió d'Alvèrnia-Roine-Alps. L'any 2007 tenia 579 habitants.

## Demografia

### Població
El 2007 la població de fet de Saint-Haon-le-Châtel era de 579 persones. Hi havia 247 famílies de les quals 74 eren unipersonals (31 homes vivint sols i 43 dones vivint soles), 90 parelles sense fills, 75 parelles amb fills i 8 famílies monoparentals amb fills.
La població ha evolucionat segons el següent gràfic:
Habitants censats

### Habitatges
El 2007 hi havia 306 habitatges, 251 eren l'habitatge principal de la família, 32 eren segones residències i 23 estaven desocupats. 273 eren cases i 33 eren apartaments. Dels 251 habitatges principals, 175 estaven ocupats pels seus propietaris, 67 estaven llogats i ocupats pels llogaters i 9 estaven cedits a títol gratuït; 10 tenien dues cambres, 30 en tenien tres, 67 en tenien quatre i 144 en tenien cinc o més. 181 habitatges disposaven pel capbaix d'una plaça de pàrquing. A 103 habitatges hi havia un automòbil i a 124 n'hi havia dos o més.

### Piràmide de població
La piràmide de població per edats i sexe el 2009 era:
| Homes | Edats   | Dones |
| ----- | ------- | ----- |
| 0     | 95 o +  | 0     |
| 0     | 90 a 94 | 0     |
| 0     | 85 a 89 | 0     |
| 8     | 80 a 84 | 8     |
| 4     | 75 a 79 | 16    |
| 12    | 70 a 74 | 0     |
| 8     | 65 a 69 | 24    |
| 12    | 60 a 64 | 4     |
| 4     | 55 a 59 | 20    |
| 24    | 50 a 54 | 16    |
| 20    | 45 a 49 | 24    |
| 28    | 40 a 44 | 16    |
| 20    | 35 a 39 | 20    |
| 32    | 30 a 34 | 24    |
| 12    | 25 a 29 | 20    |
| 8     | 20 a 24 | 24    |
| 12    | 15 a 19 | 4     |
| 44    | 10 a 14 | 16    |
| 8     | 5 a 9   | 20    |
| 28    | 0 a 4   | 12    |

## Economia
El 2007 la població en edat de treballar era de 379 persones, 272 eren actives i 107 eren inactives. De les 272 persones actives 251 estaven ocupades (129 homes i 122 dones) i 21 estaven aturades (13 homes i 8 dones). De les 107 persones inactives 47 estaven jubilades, 32 estaven estudiant i 28 estaven classificades com a «altres inactius».

### Ingressos
El 2009 a Saint-Haon-le-Châtel hi havia 246 unitats fiscals que integraven 603 persones, la mediana anual d'ingressos fiscals per persona era de 19.118 €.

### Activitats econòmiques
Dels 27 establiments que hi havia el 2007, 3 eren d'empreses alimentàries, 3 d'empreses de fabricació d'altres productes industrials, 2 d'empreses de construcció, 6 d'empreses de comerç i reparació d'automòbils, 2 d'empreses d'hostatgeria i restauració, 1 d'una empresa financera, 4 d'empreses de serveis, 3 d'entitats de l'administració pública i 3 d'empreses classificades com a «altres activitats de serveis».
Dels 5 establiments de servei als particulars que hi havia el 2009, 1 era una gendarmeria, 1 taller de reparació d'automòbils i de material agrícola, 1 fusteria, 1 lampisteria i 1 restaurant.
Dels 2 establiments comercials que hi havia el 2009, 1 era una botiga de menys de 120 m² i 1 una fleca.

## Equipaments sanitaris i escolars
El 2009 hi havia una escola elemental.

## Poblacions més properes
El següent diagrama mostra les poblacions més properes.